# Salada
Salada, es un vértice geodésico de primer orden situado en España. Con una altura de 1.586 m s. n. m., se encuentra entre los términos de Abejuela (Teruel) y El Toro (Castellón), y forma parte de las últimas estribaciones de la Sierra de Javalambre, aquí llamada de El Toro. Muy próxima a su cima pasa el camino que une las localidades de El Toro (Castellón) y Andilla (Valencia), su vertiente norte pertenece a la provincia de Castellón y su vertiente suroeste a la provincia de Teruel.

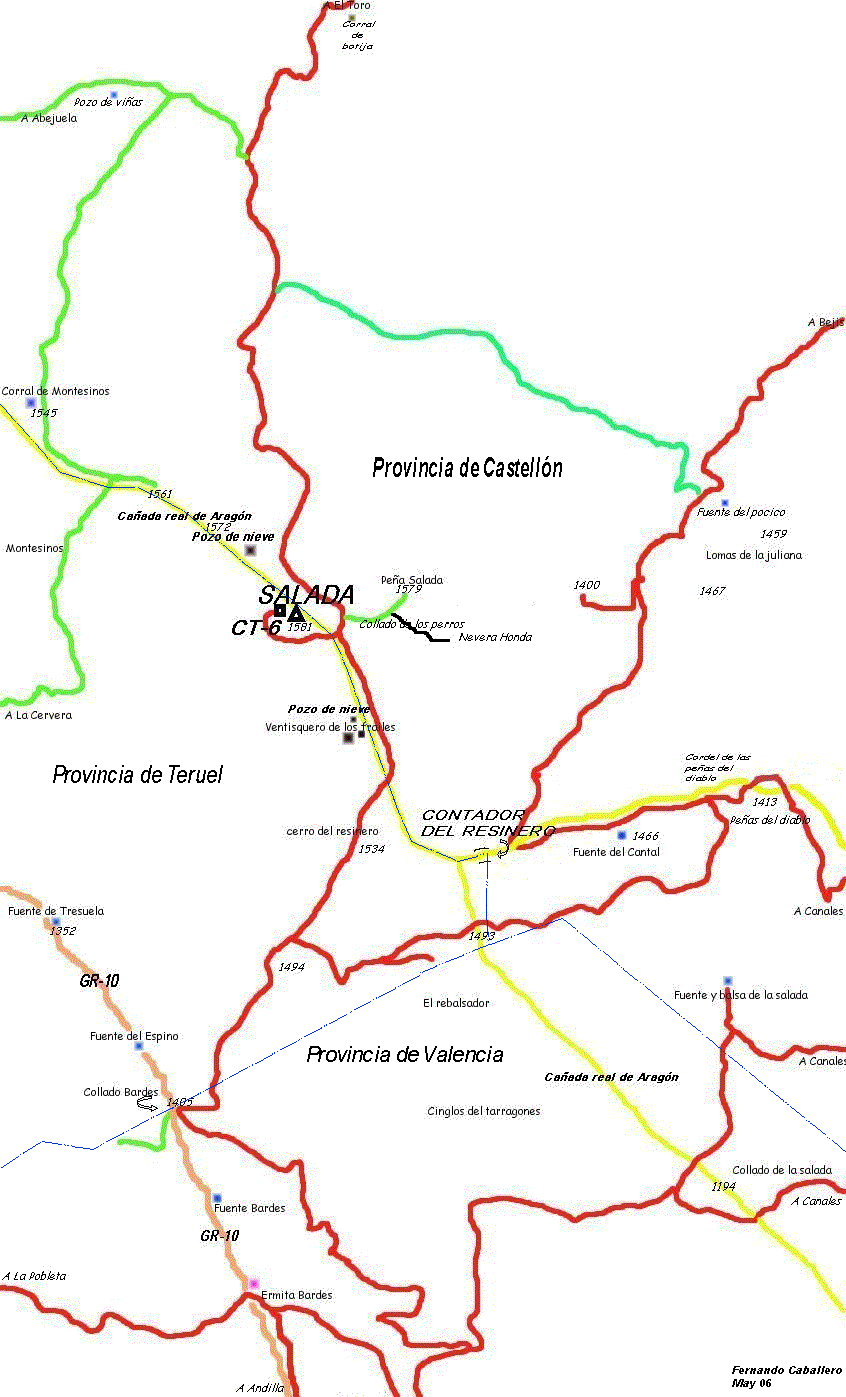
Mapa esquemático de Salada y alrededores.

Por su vértice pasa la cañada real de Valencia a Aragón, asciende la cañada por el cerro del Resinero pasa por El Vértice Salada y desciende hacia el Oeste en dirección Montesinos.
En sus proximidades existe un ventisquero y varios pozos de nieve (Neveros) para la recogida y acumulación de nieve.
En julio de 1938 en sus vertientes y en la propia cima se libró la batalla de Valencia. 
En su cima se estableció en los años 1970 una base de comunicaciones del ejército de tierra.
En días claros se puede contemplar una bonita vista sobre el golfo de Valencia.

## Cañada real de Aragón
Por el vértice Salada pasa la cañada real de Aragón o camino viejo de Teruel.
Por la cañada real de Aragón transitaban los rebaños desde Valencia a Teruel. Los rebaños que venían desde Valencia tenían que superar un fuerte desnivel de 400 m desde la aldea de Canales hasta alcanzar el vértice Salada.

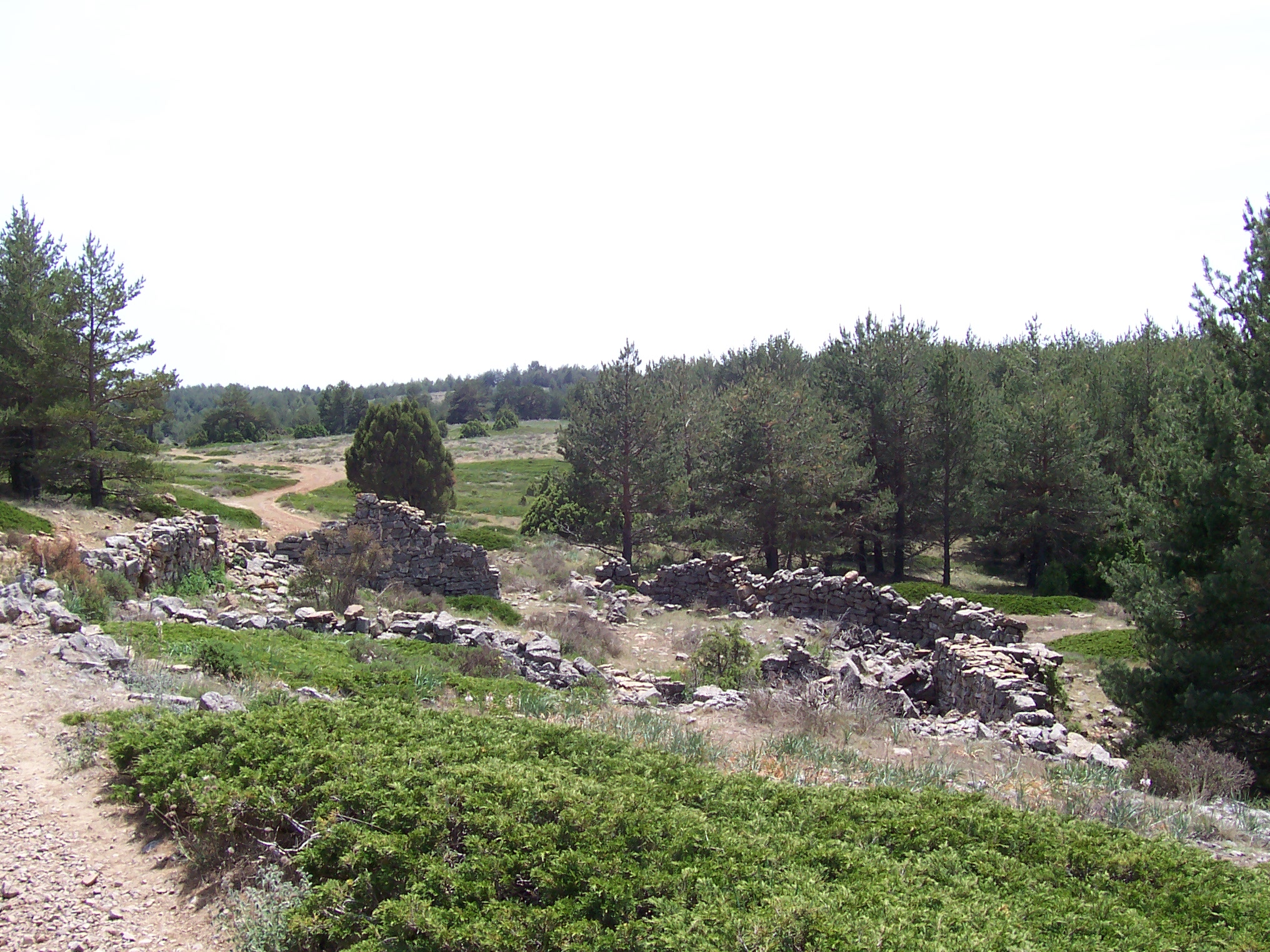
Corral de Montesinos

Desde Canales tomaban el cordel de las Peñas del Diablo que era más suave que subir directamente por el collado de La Salada, una vez superadas las Peñas del Diablo llegaban a la cabecera del barranco del Resinero, aquí hay un fuerte estrechamiento de unos dos metros de anchura por el que sé hacía pasar al ganado para contarlo (Contador del Resinero o estrechico de las Tres Cruces) se ascendía al cerro del Resinero, se continuaba ascendiendo hasta llegar a La Salada, a continuación se bajaba hasta llegar a Montesinos, aquí está situado el corral de Montesinos (Ruinas) la cañada seguía dirección a la nava seca.
En otoño los rebaños se bajaban desde Teruel a Valencia, desde Montesinos se ascendía a La Salada, una vez superado el pequeño ascenso se bajaba en dirección al cerro del Resinero, a continuación se pasaba por el rebalsador desde aquí se bajaba directamente al Collado de La Salada un fuerte desnivel de 340 m.
Seguían ascendiendo el cerro de la Viruela en dirección Canales.
Entre los siglos XIII al XIX la trashumancia era el movimiento de migración del ganado en busca de los pastos frescos durante el verano en las montañas y en invierno en los valles,
el ganado podía caminar de 25 a 30 km diarios:
Corrales y Majadas: lugares destinados a pasar la noche.
Descansaderos: lugares destinados al descanso de animales y pastores.
Abrevaderos: pilones, arroyos o remansos de ríos a donde el rebaño bebía.
Anchura de las vías pecuarias:
Cañada real 75 m “90 varas castellanas”
Cordel 37,5 m
Coladas 4 m

## La nieve en la Salada
Se podría decir que La Salada es el último contrafuerte de la sierra de Javalambre, su altura (1586 m s. n. m.) estando expuesta a los fuertes vientos del norte es un punto propicio para la nieve, a lo largo de los pasados siglos el hombre ha sabido aprovechar esta circunstancia creando en sus alrededores un ventisquero y tres pozos de nieve para la recogida y acumulación para su posterior traslado en verano a la zona costera para su consumo, como en la cercana sierra de la bellida en Sacañet-Canales.

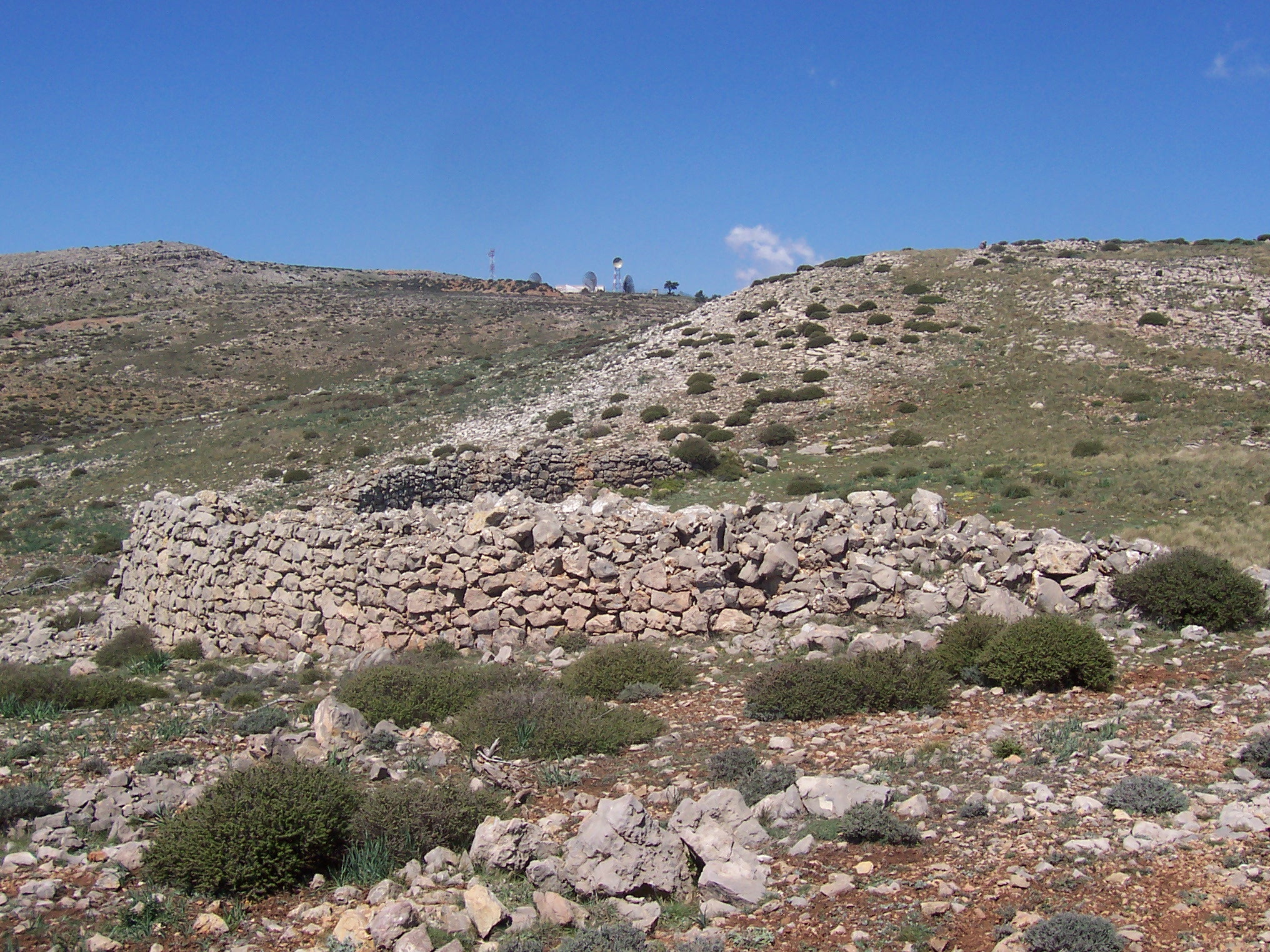
Ventisquero.

El ventisquero situado en el sur de La Salada en el cerro del Resinero, una construcción de piedra semicircular, en bastante buen estado de conservación, a 50 m del ventisquero se encuentra un pequeño pozo de nieve en perfecto estado de conservación, junto a este existe otro pozo mucho más grande pero muy deteriorado, posiblemente se aprovecharon las piedras de sus paredes para construcción de las trincheras que existen muy próximas.
Al noroeste en dirección a El Toro se encuentra otro pozo derruido parcialmente quizás de igual manera que el anteriormente mencionado para aprovechar las piedras para la construcción de las defensas militares durante la guerra civil.
En el Ventisquero se acumulaba la nieve de las ventiscas para luego introducirla en los dos pozos próximos poniendo paja para formar capas, luego se extraía durante los meses de verano, se cargaba en carros para bajarla al litoral durante la noche.
Al este de La Salada se encuentra la Nevera Honda, especie de circo geológico con salida por su lado Norte al barranco del Resinero, aquí se acumula la nieve largos periodos de tiempo, se puede descender desde La Salada por el collado de los perros.
En invierno es fácilmente ver desde la costa La Salada cubierta de nieve. El destacamento militar se quedó aislado por esta circunstancia en varias ocasiones.

## La guerra civil
Durante el mes de julio de 1938, se libraron fuertes combates en los alrededores de La Salada.
Al finalizar la batalla de Teruel, las tropas sublevadas avanzaron en dirección a Valencia. La 12 División del Cuerpo del Ejército del Turia al mando del general Asensio, después de haber tomado los pueblos de Manzanera y El Toro, ante la imposibilidad de cruzar el frente establecido a la altura del puerto del Ragudo, decidió avanzar en dirección a las fuentes del Palancia, que alcanzaron el día 18, lo rebasaron ampliamente alcanzando una loma al este del vértice Salada, todo ello sosteniendo duros combates; el día 19 la 12 División ascendió al vértice Salada, pretendiendo romper la línea defensiva establecida por el ejército de la República (línea XYZ o línea Matallana) y avanzar en dirección Andilla-Canales.

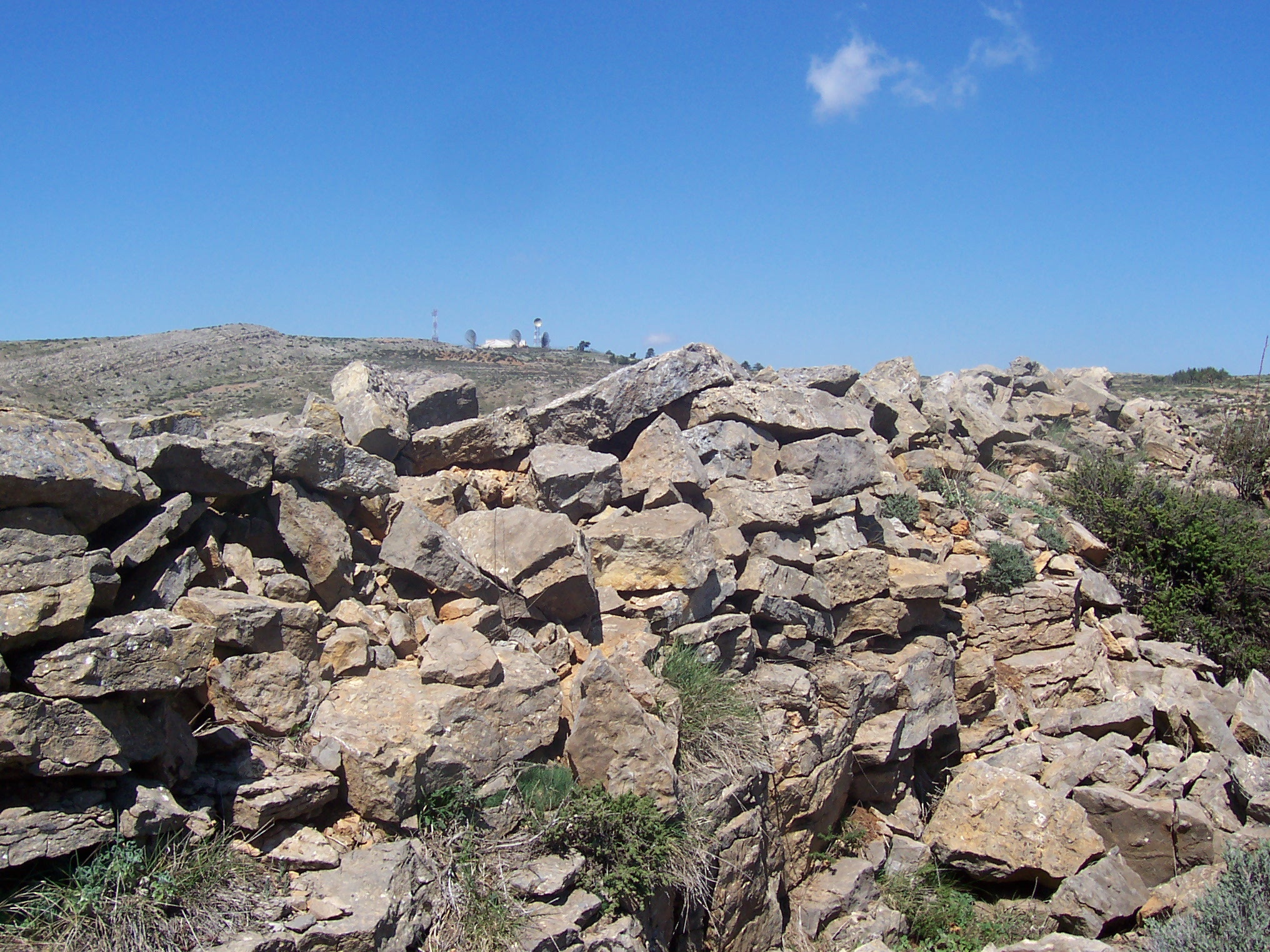
Vértice Salada desde una trinchera.

Las tropas de la 12 División enfrentaron una fuerte resistencia por parte de la 47 División del Ejército Popular de la República, librándose el día 19 el enconado combate en La Salada mencionado anteriormente. El día 20 la 12 División fue relevada por la 81.ª. El ejército republicano contraatacó infligiendo a las tropas de la 81.ª un significativo quebranto.
Relevadas las tropas del general Asensio, la ofensiva quedó detenida, (estos combates en los alrededores de La Salada forman parte de la batalla por Valencia).
El 23 de julio, la 81 División logró tomar Peña Juliana, pero no pudo mantener la posición ante los fuertes contraataques y fue autorizada a retirarse del cerro.
El 25 de julio se detuvieron las operaciones, ya que en la noche del 24-25 se produjo la ofensiva republicana en el Ebro (para evitar la toma de Valencia), viéndose obligando el ejército sublevado a concentrar su esfuerzo principal en el frente de Gandesa.
La 81.ª quedó establecida a los pies de Peña Juliana y se le ordenó fortificar su posición.
Posteriormente, del 18 al 20 de agosto de 1938, se realizó por el Tabor del Grupo de Regulares de Tetuán núm.1 una acción sobre Peña Juliana que permitió rectificar la línea de vanguardia con la ocupación definitiva de este enclave a principios de septiembre de 1938. Como consecuencia de esta acción al Teniente D. José Oriol Anguera de Sojo y Dodero le fue concedida la Cruz Laureada de San Fernando (Orden de 1 de agosto de 1945, Diario Oficial del Ministerio del Ejército núm. 175/1945).
Actualmente quedan numerosos restos de los combates en los alrededores de La Salada, trincheras, cráteres en el suelo por el impacto de la artillería, fosas comunes como la existente en la Nevera Honda (según un artículo publicado en el diario Mediterráneo hay 150 soldados republicanos enterrados) tumbas solitarias, restos de los materiales utilizados (balas, granadas tipo bote, latas de comida etc.).
Durante un incendio forestal acaecido en estos parajes en el verano de 1993 las labores de extinción se vieron seriamente afectadas por las explosiones de los restos de los combates.

## La base militar de la Salada
En 1970, el Ministerio de Defensa (que no existía) inició el proyecto de una amplia red de dispersión troposférica y de microondas para enlazar a las autoridades al más alto nivel. A dicho proyecto se le denominó Red Territorial de Mando o RTM.
Con la necesidad de enlazar la capitanía de Valencia con el cuartel general del ejército en Madrid mediante la utilización de microondas y así mismo hacer de puente con la capitanía de Mallorca se busca un sitio adecuado para poder instalar el repetidor.
Este repetidor denominado CT-6 se instaló en el Vértice Salada, tenía visión directa con Valencia y mediante dispersión troposférica enlazaba con otro repetidor situado en el Puig Major de Mallorca para su enlace con la capitanía de Baleares. Así mismo el CT-6 enlazaba con el repetidor situado en el Montseny en Barcelona y con el situado en Sierra Espuña en Murcia.

El CT-6, denominado popularmente base de El Toro, no estaba realmente situado en El Toro (Castellón) sino en Abejuela (Teruel) aunque su acceso normalmente sí que se realizaba desde El Toro, aunque también se puede acceder desde Andilla. (En el organigrama de la RTM de hecho al CT-6 se le conocía como CT-6 Andilla.).

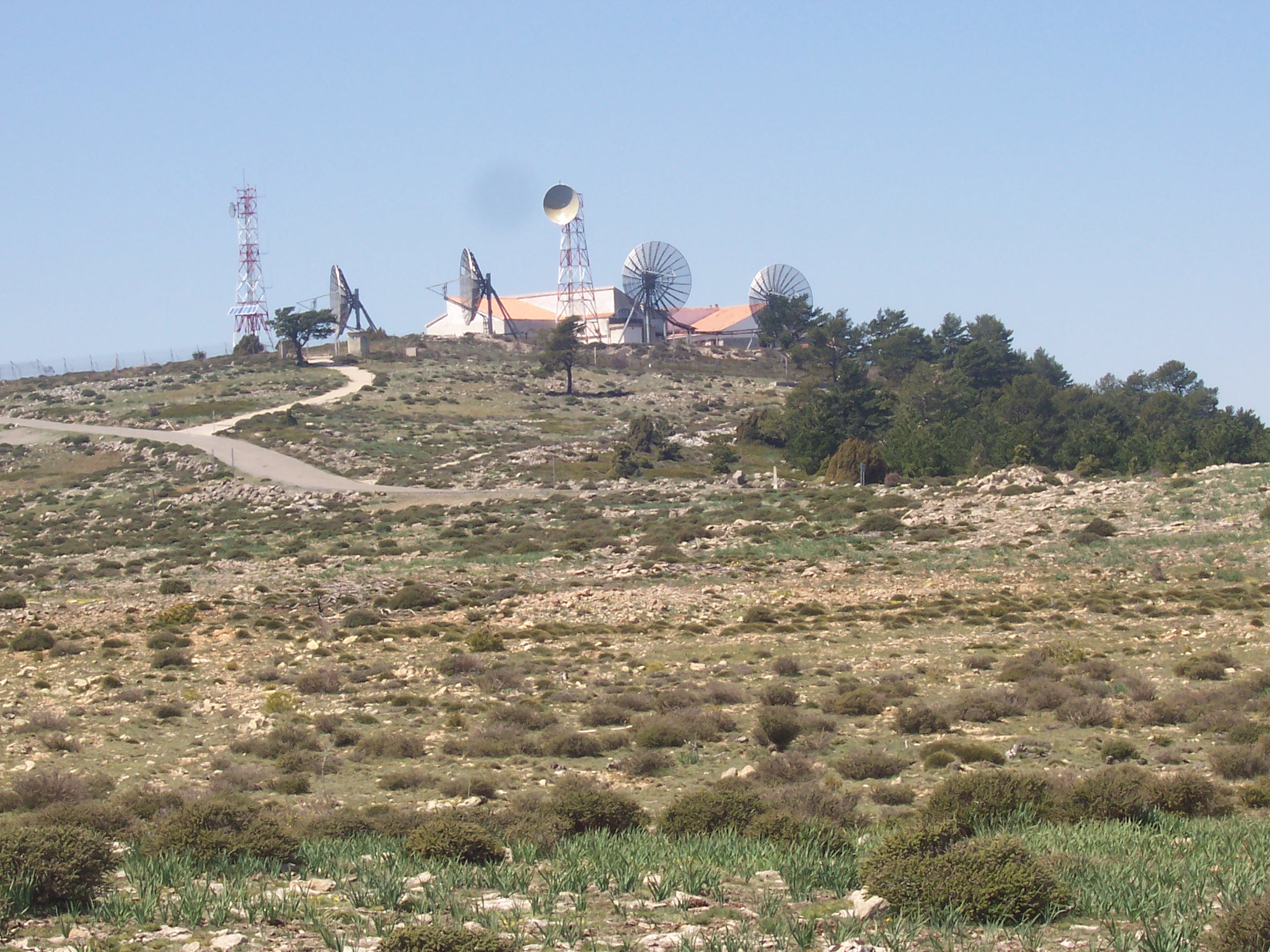
CT-6.

En muchos mapas y documentos de senderistas se habla de los radares o base de radares, pero realmente fue como se ha comentado anteriormente, un repetidor de radio. Quizás sus enormes antenas parabólicas destinadas a la emisión-recepción por dispersión troposférica llevaran a que algún editor de mapas pusiera que se trataba de estación de radar.
Sus potentes focos eran vistos a mucha distancia, desde Valencia se visualizaban muy nítidamente (Distancia Salada-Valencia en línea recta 60 km). Cabe destacar que había una dotación instalada durante todo el año, que el agua se subía en camiones cuba desde la masía de La Almarja o que en uno de estos viajes acaeció un accidente con dos fallecidos.
En la carretera que sube desde El Toro, en la toma de agua de La Almarja aún se conserva el cartel con la inscripción “Pista militar paso restringido”
Varias veces la base se quedó aislada a causa de las fuertes nevadas.
A finales de los años 90 fue disuelta la RTM y fueron cerrados y desmantelados la mayoría de los centros, quedando al vandalismo y la destrucción por parte de la gente.